# Georg Mayer
Pour les articles homonymes, voir Mayer.
Georg Mayer, né le 12 octobre 1973 à Feldbach, est un homme politique autrichien, membre du Parti de la liberté d'Autriche (FPÖ). Il est député européen depuis 2014.

## Biographie
Il est élu député européen en 2014. Il siège parmi le groupe Identité et démocratie, et est membre de la commission du transport et du tourisme. Il est réélu en 2024 et fait partie du groupe des Patriotes pour l'Europe.